# Porte de ville (Montaiguët-en-Forez)
La porte de ville est une porte de ville située à Montaiguët-en-Forez, en France.

## Localisation
La porte de ville est située sur la commune de Montaiguët-en-Forez, dans le département français de l'Allier.

## Historique
L'édifice est classé au titre des monuments historiques en 1924.